# Echte bladwespen
De echte bladwespen (Tenthredinidae) vormen de grootste familie binnen de onderorde van de bladwespen (Symphyta). De groep telt ruim vijfduizend soorten.

## Kenmerken
Deze solitaire insecten hebben geen 'wespentaille' en steken niet. Het borststuk is vergroeid met het achterlijf. Het vrouwtje bezit een legboor. Bladwespen kunnen hun vleugels niet vouwen en leggen deze recht naar achteren op de rug wat gewone wespen niet doen. De lichaamslengte varieert van 0,3 tot 2,2 cm.

## Voortplanting
De eieren worden in planten afgezet. De felgekleurde, rupsachtige larven zitten dikwijls onbeschut op een blad te eten. Hun voedsel bestaat uit vruchten en bladen van kruiden en bomen. Ze kunnen een plaag vormen in boomgaarden.

## Verspreiding en leefgebied
Deze familie komt wereldwijd voor op allerlei planten in bossen, parken en tuinen, uitgezonderd in Nieuw-Zeeland.

## Taxonomie
- Onderfamilie Allantinae
  - Geslacht Abeleses
  - Geslacht Acidiophora
  - Geslacht Adamas
  - Geslacht Allantidea
  - Geslacht Allantopsis
  - Geslacht Allantus
  - Geslacht Allomorpha
  - Geslacht Ametastegia
  - Geslacht Antholcus
  - Geslacht Apethymus
  - Geslacht Aphilodyctium
  - Geslacht Asiemphytus
  - Geslacht Athalia
  - Geslacht Athlophorus
  - Geslacht Beleses
  - Geslacht Cladiucha
  - Geslacht Clypea
  - Geslacht Darjilingia
  - Geslacht Dasmithius
  - Geslacht Dimorphopteryx
  - Geslacht Emphystegia
  - Geslacht Empria
  - Geslacht Empronus
  - Geslacht Eopsis
  - Geslacht Eriocampa
  - Geslacht Eriocampopsis
  - Geslacht Eusunoxa
  - Geslacht Ferna
  - Geslacht Formosempria
  - Geslacht Harpiphorus
  - Geslacht Haymatus
  - Geslacht Hemathlophorus
  - Geslacht Hemibeleses
  - Geslacht Hemiphytus
  - Geslacht Hennedyella
  - Geslacht Hennedyia
  - Geslacht Heptapotamius
  - Geslacht Hylotomites
  - Geslacht Hypsathalia
  - Geslacht Indostegia
  - Geslacht Indotaxonus
  - Geslacht Kambaitia
  - Geslacht Kambaitina
  - Geslacht Kattakumia
  - Geslacht Linomorpha
  - Geslacht Macremphytus
  - Geslacht Maghrebiella
  - Geslacht Mallachiella
  - Geslacht Megabeleses
  - Geslacht Mimathlophorus
  - Geslacht Monostegia
  - Geslacht Monostegidea
  - Geslacht Monsoma
  - Geslacht Nagamasaia
  - Geslacht Neacidiophora
  - Geslacht Neoxenapates
  - Geslacht Nepala
  - Geslacht Nesotaxonus
  - Geslacht Netroceros
  - Geslacht Oralia
  - Geslacht Palaeathalia
  - Geslacht Palaeotaxonus
  - Geslacht Paralinomorpha
  - Geslacht Phrontosoma
  - Geslacht Probleta
  - Geslacht Pseudosiobla
  - Geslacht Rhopographus
  - Geslacht Somanica
  - Geslacht Sunoxa
  - Geslacht Takeuchiella
  - Geslacht Tala
  - Geslacht Taxonemphytus
  - Geslacht Taxonus
  - Geslacht Tritobrachia
  - Geslacht Ungulia
  - Geslacht Xenapates
  - Geslacht Xenapatidea
- Onderfamilie Blennocampinae
- Onderfamilie Heterarthrinae
- Onderfamilie Nematinae (met o.a. de appelzaagwesp)
- Onderfamilie Selandriinae
- Onderfamilie Tenthredininae

## In Nederland waargenomen soorten
- Genus: Aglaostigma
  - Aglaostigma aucupariae
  - Aglaostigma discolor
  - Aglaostigma fulvipes
  - Aglaostigma langei
  - Aglaostigma lichtwardti
- Genus: Allantus
  - Allantus basalis
  - Allantus calceatus
  - Allantus cinctus - (Aardbeibladwesp)
  - Allantus cingillum
  - Allantus cingulatus
  - Allantus coryli
  - Allantus didymus
  - Allantus melanarius
  - Allantus rufocinctus
  - Allantus togatus
  - Allantus truncatus
  - Allantus viennensis
- Genus: Amauronematus
  - Amauronematus amentorum
  - Amauronematus amplus
  - Amauronematus fasciatus
  - Amauronematus hedstroemi
  - Amauronematus histrio
  - Amauronematus krausi
  - Amauronematus lateralis
  - Amauronematus leucolenus
  - Amauronematus longiserra
  - Amauronematus mcluckiei
  - Amauronematus microphyes
  - Amauronematus miltonotus
  - Amauronematus mundus
  - Amauronematus pallicercus
  - Amauronematus sagmarius
  - Amauronematus semilacteus
  - Amauronematus stenogaster
  - Amauronematus toeniatus
  - Amauronematus tunicatus
  - Amauronematus viduatus
  - Amauronematus vittatus
- Genus: Ametastegia
  - Ametastegia albipes
  - Ametastegia carpini
  - Ametastegia equiseti
  - Ametastegia glabrata - (Zuringbladwesp)
  - Ametastegia pallipes
  - Ametastegia perla
  - Ametastegia tenera
- Genus: Aneugmenus
  - Aneugmenus coronatus
  - Aneugmenus fuerstenbergensis
  - Aneugmenus padi
  - Aneugmenus temporalis
- Genus: Anoplonyx
  - Anoplonyx apicalis
  - Anoplonyx destructor
  - Anoplonyx duplex
  - Anoplonyx ovatus
  - Anoplonyx pectoralis
- Genus: Apethymus
  - Apethymus apicalis
  - Apethymus cereus
  - Apethymus filiformis
  - Apethymus serotinus
- Genus: Ardis
  - Ardis pallipes - Dalende rozenscheutboorder
  - Ardis sulcata
- Genus: Athalia
  - Athalia ancilla
  - Athalia bicolor
  - Athalia circularis
  - Athalia cordata
  - Athalia cornubiae
  - Athalia liberta
  - Athalia longifoliae
  - Athalia lugens
  - Athalia rosae - Knollenbladwesp
  - Athalia rufoscutellata
  - Athalia scutellariae
- Genus: Birka
  - Birka annulitarsis
  - Birka cinereipes
- Genus: Blennocampa
  - Blennocampa phyllocolpa - Kleinste rozenbladwesp
- Genus: Brachythops
  - Brachythops flavens
  - Brachythops wuestneii
- Genus: Caliroa
  - Caliroa annulipes - Lindebladwesp
  - Caliroa cerasi - Kersenbladwesp
  - Caliroa cinxia
  - Caliroa cothurnata
  - Caliroa crypta
  - Caliroa tremulae
  - Caliroa varipes
- Genus: Cladardis
  - Cladardis elongatula - Stijgende rozenscheutboorder
  - Cladardis hartigi
- Genus: Cladius
  - Cladius brullei
  - Cladius compressicornis
  - Cladius grandis
  - Cladius pectinicornis - Ongelijke rozenbladwesp
  - Cladius pilicornis
  - Cladius rufipes
  - Cladius ulmi
- Genus: Claremontia
  - Claremontia alchemillae
  - Claremontia alternipes
  - Claremontia brevicornis
  - Claremontia puncticeps
  - Claremontia tenuicornis
  - Claremontia uncta
  - Claremontia waldheimii
- Genus: Craesus
  - Craesus alniastri
  - Craesus brischkei
  - Craesus latipes
  - Craesus latitarsus
  - Craesus septentrionalis - Elzenbladwesp
- Genus: Dineura
  - Dineura stilata
  - Dineura testaceipes
  - Dineura virididorsata
- Genus: Dolerus
  - Dolerus aeneus
  - Dolerus aericeps
  - Dolerus anthracinus
  - Dolerus anticus
  - Dolerus asper
  - Dolerus bimaculatus
  - Dolerus blanki
  - Dolerus brevicornis
  - Dolerus cothurnatus
  - Dolerus eversmanni
  - Dolerus ferrugatus
  - Dolerus fumosus
  - Dolerus genucinctus
  - Dolerus germanicus
  - Dolerus gessneri
  - Dolerus gibbosus
  - Dolerus gonager
  - Dolerus haematodes
  - Dolerus harwoodi
  - Dolerus liogaster
  - Dolerus madidus
  - Dolerus niger
  - Dolerus nigratus
  - Dolerus nitens
  - Dolerus pachycerus
  - Dolerus picipes
  - Dolerus possilensis
  - Dolerus pratensis
  - Dolerus pratorum
  - Dolerus puncticollis
  - Dolerus sanguinicollis
  - Dolerus schmidti
  - Dolerus schulthessi
  - Dolerus stygius
  - Dolerus triplicatus
  - Dolerus uliginosus
  - Dolerus varispinus
  - Dolerus vestigialis
- Genus: Empria
  - Empria alector
  - Empria candidata
  - Empria excisa
  - Empria immersa
  - Empria liturata
  - Empria longicornis
  - Empria magnicornis
  - Empria pallimacula
  - Empria parvula
  - Empria pumila
  - Empria pumiloides
  - Empria sexpunctata
  - Empria tridens
- Genus: Endelomyia
  - Endelomyia aethiops - (Gewone rozenbladwesp)
- Genus: Endophytus
  - Endophytus anemones
- Genus: Eopsis
  - Eopsis beaumonti
- Genus: Eriocampa
  - Eriocampa ovata
  - Eriocampa umbratica
- Genus: Eurhadinoceraea
  - Eurhadinoceraea ventralis
- Genus: Eutomostethus
  - Eutomostethus ephippium
  - Eutomostethus gagathinus
  - Eutomostethus luteiventris
  - Eutomostethus nigrans
- Genus: Euura
  - Euura amerinae - (Bolle wilgtakbladwesp)
  - Euura atra - (Platte wilgtakbladwesp)
  - Euura auritae - (Geoorde wilgtakbladwesp)
  - Euura elaeagnos
  - Euura laeta
  - Euura mucronata - (Boswilgknopbladwesp)
  - Euura subgemma
  - Euura testaceipes - (Wilgennerfbladwesp)
  - Euura venusta - (Wilgenbladsteelwesp)
  - Euura weiffenbachiella - (Kruipwilgtakbladwesp)
- Genus: Fenella
  - Fenella minuta
  - Fenella monilicornis
  - Fenella nigrita
- Genus: Fenusa
  - Fenusa altenhoferi
  - Fenusa dohrnii - (Elzenmineerwesp)
  - Fenusa pumila - (Berkenbladwesp)
  - Fenusa ulmi - (Iepenmineerwesp)
- Genus: Fenusella
  - Fenusella glaucopis
  - Fenusella hortulana
  - Fenusella nana
  - Fenusella wuestneii
- Genus: Halidamia
  - Halidamia affinis
- Genus: Harpiphorus
  - Harpiphorus lepidus
- Genus: Hemichroa
  - Hemichroa australis
  - Hemichroa crocea
- Genus: Heptamelus
  - Heptamelus dahlbomi
  - Heptamelus ochroleucus
- Genus: Heterarthrus
  - Heterarthrus cuneifrons
  - Heterarthrus fiora
  - Heterarthrus flavicollis
  - Heterarthrus microcephalus
  - Heterarthrus nemoratus
  - Heterarthrus ochropoda
  - Heterarthrus vagans - (Elzenschijfmineerwesp)
  - Heterarthrus wuestneii
- Genus: Hinatara
  - Hinatara excisa
  - Hinatara nigripes
  - Hinatara recta
- Genus: Hoplocampa
  - Hoplocampa alpina
  - Hoplocampa ariae
  - Hoplocampa brevis - (Perenzaagwesp)
  - Hoplocampa chrysorrhoea
  - Hoplocampa crataegi
  - Hoplocampa flava - (Gele pruimenzaagwesp)
  - Hoplocampa fulvicornis
  - Hoplocampa minuta - (Zwarte pruimenzaagwesp)
  - Hoplocampa pectoralis
  - Hoplocampa plagiata
  - Hoplocampa testudinea - (Appelzaagwesp)
- Genus: Hoplocampoides
  - Hoplocampoides xylostei
- Genus: Macrophya
  - Macrophya albicincta
  - Macrophya albipuncta
  - Macrophya alboannulata
  - Macrophya annulata
  - Macrophya blanda
  - Macrophya carinthiaca
  - Macrophya crassula
  - Macrophya diversipes
  - Macrophya duodecimpunctata
  - Macrophya erythrocnema
  - Macrophya militaris
  - Macrophya montana
  - Macrophya postica
  - Macrophya punctumalbum
  - Macrophya recognata
  - Macrophya ribis
  - Macrophya rufipes
  - Macrophya sanguinolenta
  - Macrophya tenella
  - Macrophya teutona
- Genus: Mesoneura
  - Mesoneura opaca
- Genus: Metallus
  - Metallus albipes
  - Metallus lanceolatus
  - Metallus pumilus - (Bramenmineerwesp)
- Genus: Monardis
  - Monardis plana
- Genus: Monophadnoides
  - Monophadnoides rubi
  - Monophadnoides ruficruris
- Genus: Monophadnus
  - Monophadnus latus
  - Monophadnus pallescens
  - Monophadnus spinolae
- Genus: Monostegia
  - Monostegia abdominalis
  - Monostegia nigra
- Genus: Monsoma
  - Monsoma pulveratum
- Genus: Nematinus
  - Nematinus acuminatus
  - Nematinus bilineatus
  - Nematinus caledonicus
  - Nematinus fuscipennis
  - Nematinus luteus
  - Nematinus steini
- Genus: Nematus
  - Nematus bergmanni
  - Nematus bipartitus
  - Nematus brevivalvis
  - Nematus cadderensis
  - Nematus caeruleocarpus
  - Nematus dispar
  - Nematus fagi
  - Nematus fahraei
  - Nematus ferrugineus
  - Nematus flavescens
  - Nematus fuscomaculatus
  - Nematus hypoxanthus
  - Nematus incompletus
  - Nematus leionotus
  - Nematus leucotrochus
  - Nematus lucens
  - Nematus lucidus
  - Nematus melanocephalus
  - Nematus miliaris - (Weidebladwesp)
  - Nematus monticola
  - Nematus myosotidis
  - Nematus nigricornis
  - Nematus olfaciens
  - Nematus oligospilus
  - Nematus papillosus
  - Nematus pavidus
  - Nematus poecilonotus
  - Nematus pravus
  - Nematus princeps
  - Nematus respondens
  - Nematus ribesii - (Bessenbladwesp)
  - Nematus salicis - (Wilgenbladwesp)
  - Nematus scotonotus
  - Nematus similator
  - Nematus spiraeae
  - Nematus stichi
  - Nematus tibialis - (Robiniabladwesp)
  - Nematus umbratus
  - Nematus vicinus
  - Nematus viridis
  - Nematus viridissimus
  - Nematus wahlbergi
- Genus: Nesoselandria
  - Nesoselandria morio
- Genus: Pachynematus
  - Pachynematus albipennis
  - Pachynematus annulatus
  - Pachynematus clitellatus
  - Pachynematus declinatus
  - Pachynematus extensicornis
  - Pachynematus fallax
  - Pachynematus gehrsi
  - Pachynematus imperfectus
  - Pachynematus infirmus
  - Pachynematus kirbyi
  - Pachynematus laevigatus
  - Pachynematus lichtwardti
  - Pachynematus moerens
  - Pachynematus montanus
  - Pachynematus obductus
  - Pachynematus pallescens
  - Pachynematus pumilio
  - Pachynematus rumicis
  - Pachynematus scutellatus
  - Pachynematus styx
  - Pachynematus vagus
  - Pachynematus xanthocarpus
- Genus: Pachyprotasis
  - Pachyprotasis antennata
  - Pachyprotasis rapae
  - Pachyprotasis simulans
  - Pachyprotasis variegata
- Genus: Paracharactus
  - Paracharactus gracilicornis
- Genus: Pareophora
  - Pareophora pruni
- Genus: Parna
  - Parna apicalis
  - Parna tenella
- Genus: Periclista
  - Periclista albida
  - Periclista albipennis
  - Periclista albiventris
  - Periclista analis
  - Periclista lineolata
  - Periclista pilosa
  - Periclista pubescens
- Genus: Perineura
  - Perineura rubi
- Genus: Phyllocolpa
  - Phyllocolpa anglica - (Katwilgbladrandwesp)
  - Phyllocolpa anomaloptera - (Rossige wilgbladrolwesp)
  - Phyllocolpa cyrnea - (Boswilgbladrolwesp)
  - Phyllocolpa leucapsis - (Geoorde wilgbladrolwesp)
  - Phyllocolpa leucosticta - (Geoorde wilgplooibladwesp)
  - Phyllocolpa oblita - (Schietwilgbladrandwesp)
  - Phyllocolpa piliserra - (Groepjeskatwilgbladrolwesp)
  - Phyllocolpa polita - (Bittere wilgplooibladwesp)
  - Phyllocolpa prussica - (Grauwe wilgplooibladwesp)
  - Phyllocolpa purpureae - (Bittere wilgbladrolwesp)
  - Phyllocolpa scotaspis - (Katwilgbladrandwesp (bleke))
- Genus: Phymatocera
  - Phymatocera aterrima - (Salomonszegelbladwesp)
- Genus: Pikonema
  - Pikonema insigne
  - Pikonema scutellatum
- Genus: Platycampus
  - Platycampus luridiventris
- Genus: Pontania
  - Pontania acutifoliae
  - Pontania brevicornis - (Grauwe wilgbladwesp)
  - Pontania bridgmanii - (Boswilgblaasbladwesp)
  - Pontania collactanea - (Kruipwilgbladwesp)
  - Pontania dolichura - (Laplandse wilgenworstjesbladwesp)
  - Pontania elaeagnocola - (Grijze wilgenworstjesbladwesp)
  - Pontania kriechbaumeri - (Rozemarijnwilgbladwesp)
  - Pontania pedunculi - (Boswilgbladwesp)
  - Pontania proxima - (Gewone blaasbladwesp)
  - Pontania triandrae - (Amandelwilgblaasbladwesp)
  - Pontania vesicator - (Bittere wilgblaasbladwesp)
  - Pontania viminalis - (Bittere wilgbladwesp)
  - Pontania virilis - (Bittere wilgenworstjesbladwesp)
- Genus: Pristiphora
  - Pristiphora abbreviata
  - Pristiphora abietina - (Sparrebladwesp)
  - Pristiphora albilabris
  - Pristiphora albitibia
  - Pristiphora alpestris
  - Pristiphora amphibola
  - Pristiphora aphantoneura
  - Pristiphora appendiculata - (Kleine bessebladwesp)
  - Pristiphora armata
  - Pristiphora bifida
  - Pristiphora biscalis
  - Pristiphora borea
  - Pristiphora brevis
  - Pristiphora bufo
  - Pristiphora carinata
  - Pristiphora cincta
  - Pristiphora compressa
  - Pristiphora confusa
  - Pristiphora conjugata
  - Pristiphora decipiens
  - Pristiphora depressa
  - Pristiphora erichsonii - (Koloniebladwesp)
  - Pristiphora fausta
  - Pristiphora friesei
  - Pristiphora geniculata - (Lijsterbesbladwesp)
  - Pristiphora gerula
  - Pristiphora glauca
  - Pristiphora insularis
  - Pristiphora laricis - (Lariksbladwesp)
  - Pristiphora lativentris
  - Pristiphora leucopodia
  - Pristiphora leucopus
  - Pristiphora luteipes
  - Pristiphora maesta
  - Pristiphora melanocarpa
  - Pristiphora mollis
  - Pristiphora monogyniae - (Meidoornbladwesp)
  - Pristiphora nigella
  - Pristiphora nigriceps
  - Pristiphora opaca
  - Pristiphora pallida
  - Pristiphora pallidiventris
  - Pristiphora parva
  - Pristiphora pseudocoactula
  - Pristiphora pseudodecipiens
  - Pristiphora punctifrons
  - Pristiphora retusa
  - Pristiphora ruficornis
  - Pristiphora rufipes - (Kleine bessenbladwesp)
  - Pristiphora sareptana
  - Pristiphora saxesenii
  - Pristiphora sootryeni
  - Pristiphora subarctica
  - Pristiphora subbifida
  - Pristiphora testacea
  - Pristiphora tetrica
  - Pristiphora thalictri
  - Pristiphora thalictrivora
  - Pristiphora wesmaeli - (Langlotbladwesp)
- Genus: Profenusa
  - Profenusa pygmaea - (Eikenmineerwesp)
  - Profenusa thomsoni
- Genus: Pseudodineura
  - Pseudodineura fuscula
  - Pseudodineura parvula
- Genus: Rhadinoceraea
  - Rhadinoceraea micans - (Irisbladwesp)
- Genus: Rhogogaster
  - Rhogogaster chambersi
  - Rhogogaster chlorosoma
  - Rhogogaster dryas
  - Rhogogaster genistae
  - Rhogogaster picta
  - Rhogogaster punctulata
  - Rhogogaster viridis
- Genus: Sciapteryx
  - Sciapteryx consobrina
  - Sciapteryx costalis
- Genus: Scolioneura
  - Scolioneura betuleti
  - Scolioneura vicina
- Genus: Selandria
  - Selandria melanosterna
  - Selandria serva
- Genus: Siobla
  - Siobla sturmii
- Genus: Stauronematus
  - Stauronematus platycerus - (Palissadenbladwesp)
- Genus: Stethomostus
  - Stethomostus fuliginosus
  - Stethomostus funereus
- Genus: Stromboceros
  - Stromboceros delicatulus
- Genus: Strongylogaster
  - Strongylogaster baikalensis
  - Strongylogaster filicis
  - Strongylogaster macula
  - Strongylogaster mixta
  - Strongylogaster multifasciata
  - Strongylogaster xanthocera
- Genus: Taxonus
  - Taxonus agrorum
- Genus: Tenthredo
  - Tenthredo amoena
  - Tenthredo arcuata
  - Tenthredo atra
  - Tenthredo baetica
  - Tenthredo balteata
  - Tenthredo bifasciata
  - Tenthredo bipunctula
  - Tenthredo brevicornis
  - Tenthredo campestris
  - Tenthredo colon
  - Tenthredo crassa
  - Tenthredo cunyi
  - Tenthredo diana
  - Tenthredo distinguenda
  - Tenthredo eburneifrons
  - Tenthredo fagi
  - Tenthredo ferruginea
  - Tenthredo flaveola
  - Tenthredo ignobilis
  - Tenthredo koehleri
  - Tenthredo livida
  - Tenthredo maculata
  - Tenthredo mandibularis
  - Tenthredo marginella
  - Tenthredo mesomela
  - Tenthredo mioceras
  - Tenthredo moniliata
  - Tenthredo neobesa
  - Tenthredo notha
  - Tenthredo obsoleta
  - Tenthredo olivacea
  - Tenthredo omissa
  - Tenthredo procera
  - Tenthredo rossii
  - Tenthredo rubricoxis
  - Tenthredo schaefferi
  - Tenthredo scrophulariae - (Helmkruidbladwesp)
  - Tenthredo semicolon
  - Tenthredo silensis
  - Tenthredo solitaria
  - Tenthredo sulphuripes
  - Tenthredo temula
  - Tenthredo thompsoni
  - Tenthredo trabeata
  - Tenthredo velox
  - Tenthredo vespa
  - Tenthredo vespiformis
  - Tenthredo zona
  - Tenthredo zonula
- Genus: Tenthredopsis
  - Tenthredopsis coquebertii
  - Tenthredopsis friesei
  - Tenthredopsis litterata
  - Tenthredopsis nassata
  - Tenthredopsis ornata
  - Tenthredopsis scutellaris
  - Tenthredopsis sordida
  - Tenthredopsis stigma
  - Tenthredopsis tarsata
  - Tenthredopsis tessellata
  - Tenthredopsis tischbeinii
- Genus: Tomostethus
  - Tomostethus nigritus - (Essenbladwesp)